# Herbert Büchs
Herbert Büchs (Bytom, 20 novembre 1913 – Meckenheim, 19 maggio 1996) è stato un tenente generale e aviatore tedesco della Luftwaffe e ufficiale di stato maggiore dell'Oberkommando der Wehrmacht (OKW) durante la Seconda guerra mondiale.

## Biografia
Nacque a Bytom il 20 novembre 1913. Suo padre era una mercante di sigari locale. Nel 1933 si laureò presso la scuola secondaria cattolica, in seguito studiò economia presso l'Università di Graz e presso l'Università Ludwig Maximilian di Monaco.

### Seconda guerra mondiale
Nel 1935 divenne aviatore per la Luftwaffe; due anni dopo fu promosso tenente. Nel 1939, allo scoppio della Seconda guerra mondiale, fu incaricato come ufficiale di organizzare le operazioni di volo. Nel giugno 1941 prese parte all'Operazione Barbarossa a bordo di un Junkers Ju 88, in quell'occasione fu ferito al braccio destro dai colpi sparati da una mitragliatrice. Il 1º novembre 1943 fu nominato maggior generale delegato alle operazioni militari aeree all'interno del Quartier generale di Adolf Hitler; in particolare informava il Führer,attraverso conferenze e rapporti scritti, sull'andamento delle battaglie aeree e le relative perdite dei velivoli. In un'occasione dovette segnalare la perdita di circa 300 velivoli. Nel 1944 lavorò come aiutante di campo, con il grado di maggiore, a servizio del generale Alfred Jodl; con lui ed altri importanti esponenti militari il 20 luglio 1944 prese parte alla riunione che culminò con il fallito attentato a Hitler.

### Dopoguerra e morte
Nel giugno 1946 fu chiamato a testimoniare durante il Processo di Norimberga, successivamente lavorò in Medio Oriente per alcuni progetti di ingegneria civile. Nel 1957 insegnò tattica aerea presso la scuola delle Bundeswehr, divenendone poi capo di stato maggiore. Fu anche vicedirettore dell'Aeronautica militare. Morì il 19 maggio 1996, all'età di 82 anni.